# Methanoaricia
Methanoaricia is een geslacht van borstelwormen uit de familie van de Orbiniidae.

## Soorten
- Methanoaricia dendrobranchiata Blake, 2000